# ル・クルーゾ
ル・クルーゾ(フランス語: Le Creusot)はフランス東部・ブルゴーニュ＝フランシュ＝コンテ地域圏ソーヌ＝エ＝ロワール県のコミューンである。ル＝クルーゾは以前は鉱業の町であったが、現在ではアルセロール・ミッタルやシュナイダーエレクトリック、アルストムなどの冶金や重電機企業が立地している。
1990年代から観光開発が行われるようになっている。一番のアトラクションはコンブパーク(Parc des Combes)である。また復元された、100年以上前に稼動していたクルーゾ蒸気ハンマーが観光用アトラクションとして中心部の広場に展示されている。
工業都市としてだけでなく、ブルゴーニュ地域圏ではディジョンに次ぐ第二の学術都市として技術短期大学などが立地する。